# Damaskinos Papandreou
Damaskinos Papandreou (in greco Δαμασκηνός Παπανδρέου?; Dorvitsa, 3 marzo 1891 – Atene, 20 maggio 1949) è stato un arcivescovo ortodosso e politico greco che ricoprì le cariche di Arcivescovo di Corinto e di Atene, quando quest'ultima era occupata dalle truppe dell'Asse. Dopo la liberazione della Grecia, venne nominato Reggente del Regno, in attesa del ritorno del re Giorgio II di Grecia.

## Biografia

### Arcivescovo di Corinto
Damaskinos Papandreou nacque nel villaggio di Dorvitsa, presso la montagna di Nafpaktia, il 3 marzo 1891, nella scuola elementare dove ricevette la sua prima istruzione e poi nella scuola di Platanos. Nonostante la sua famiglia fosse molto povera, riuscì a frequentare la scuola superiore di Karditsa con l'aiuto dello zio, Cristoforo Papandreou ,abate del Sacro Monastero di Koroni. Nel 1908 si recò ad Atene, dove entrò alla facoltà di Teologia dell'Università di Atene e contemporaneamente alla facoltà di Giurisprudenza, conseguendo la laurea in entrambe le facoltà. Fu arruolato nell'Esercito greco con lo scoppio delle Guerre balcaniche, alle quale partecipò tra il 1912 ed il 1913. Nel 1917 venne ordinato diacono e prese il nome di Damaskinos. Poco dopo fu ordinato presbitero e, come archimandrita, assunse l'abate del Sacro Monastero, Monastero di Koroni. L'allora arcivescovo Meletios Metaxakis, valutandone il potenziale, lo invitò ad Atene come direttore degli uffici del primo arcivescovo e successivamente abate dei monasteri di Penteli e Petraki.
Nel 1918 gli fu assegnato lo studio e la redazione della Carta del Monte Athos, in conformità con l'articolo 68 del Trattato di Berlino, che avrebbe definito i rapporti dello stato monastico con lo stato greco. Il risultato di questo lavoro di Damaskinos fu la garanzia della grecità dei monasteri contro le pretese avanzate contro di essi da altri stati ortodossi. Al suo ritorno dal Monte Athos, guidò per tre anni l'Unione Panclericale, un'organizzazione il cui scopo era quello di elevare il livello educativo del clero greco. Il Santo Sinodo della Chiesa di Grecia lo elesse nel 1922, all'età di 31 anni, metropolita di Corinto, mentre all'elezione ad arcivescovo di Atene l'anno successivo, fu tra i sostenitori di Chrysostomos Papadopoulos. Le sue grandi capacità pastorali e organizzative, unite alla sua personalità intensa e poliedrica, lo resero molto conosciuto in Grecia. Si impegnò molto con i civili a seguito del terremoto di Corinto del 22 aprile 1928, iniziando le operazioni per dare alloggio alle vittime del terremoto e riparando i danni. A questo scopo si recò negli Stati Uniti nell'ottobre del 1928 per raccogliere fondi dalla comunità greca residente in America, il che ebbe effettivamente un impatto molto efficace tra i greci all'estero. Tuttavia, superando alcuni problemi di diniego degli aiuti dovuti alla sua carica di capo del governo in Grecia, Venizelos riuscì a raccogliere fondi per la ricostruzione e fornite gli aiuti necessarie alle persone in difficoltà a Corinto, Loutraki e nelle zone circostanti.
Il Patriarcato ecumenico, approfittando della presenza e della permanenza di Damasco in America sotto il patriarca Fozio II, lo nominò suo esarca con il mandato di cercare il ripristino della pace negli affari ecclesiastici dei greco-ortodossi. Così, la presenza e l'azione di Damaskinos riuscirono a normalizzare gradualmente le cose, gli fu assegnata la tutela finanziaria dell'arcidiocesi e, su sua proposta, il metropolita di Corfù e in seguito patriarca ecumenico Athenagoras fu eletto arcivescovo d'America dal Sinodo patriarcale. I vescovi greci d'America, che fino ad allora erano stati dissenzienti, accettarono infine il loro trasferimento e il loro insediamento nelle sedi episcopali della Grecia libera. Dopo la morte dell'arcivescovo Chrysostomos, il 23 aprile 1938, egli rivendicò la carica di primate della Chiesa greca al Sinodo della Gerarchia, avendo come avversario il metropolita di Trebisonda Chrysanthos Philippides, un gerarca con un'intensa attività politica e diplomatica per l'ellenismo del Mar Nero e dell'Asia Minore nel periodo 1917-1923, e un accademico. Naturalmente, la contrapposizione personale tra i due gerarchi era evidente fin dal 1931, quando Chrysanthos propose al Patriarcato ecumenico il richiamo di Damaskinos, per riportare la pace nella Chiesa locale.

### Arcivescovo di Atene

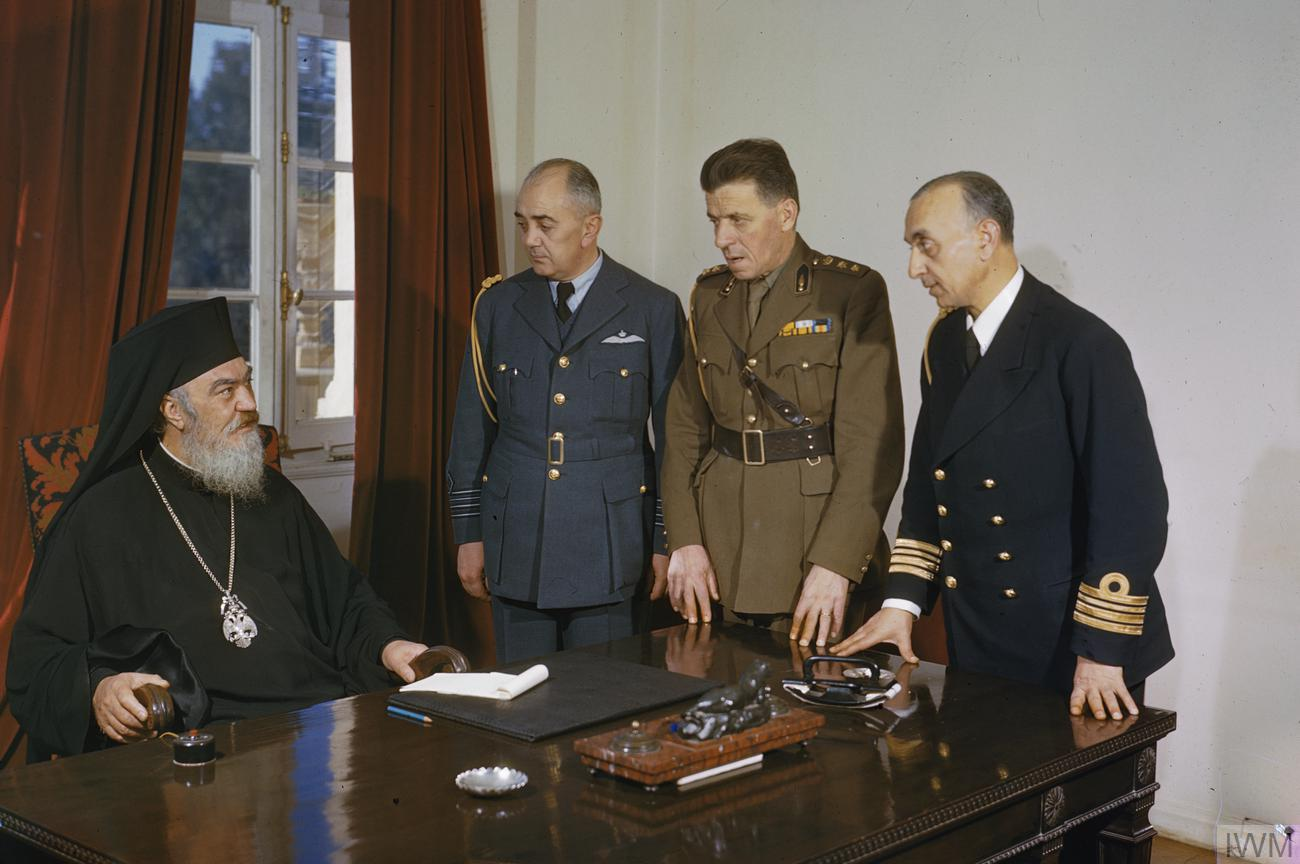
Damaskinos in qualità di Reggente.

Il 5 novembre 1938, Damaskinos viene finalmente eletto arcivescovo con 31 voti contro i 30 di Chrysanthos. Seguì la cerimonia del Grande Messaggio e iniziarono i preparativi per l'intronizzazione. Il regime di Ioannis Metaxas, considerandolo un seguace del venizelismo e quindi indesiderabile per assumere l'amministrazione della Chiesa, esortò un gruppo di gerarchi, guidati dal metropolita Ambrosios di Ftiotide, a presentare ricorso per l'annullamento dell'elezione di Damaskinos al Consiglio di Stato, con la motivazione che tra gli elettori c'era anche il metropolita Ioannis di Dridinopoli, condannato in primo grado dalla Corte sinodale alla destituzione, ma che aveva partecipato alle elezioni in seguito all'accettazione del suo ricorso contro la condanna. Il Consiglio delle Chiese, sotto la forte influenza della dittatura, decise a stretta maggioranza, con 8 voti contro 7, di accogliere l'appello dei gerarchi e di annullare l'elezione di Damaskinos, nonostante l'obiezione di altri 32 metropoliti. In seguito a questa decisione, il regime pubblicò la legge speciale obbligatoria 1493 del 3 dicembre 1938, con la quale vennero nominati un Sinodo Aristide, con metropoliti a esso annessi, che annullava anche ecclesiasticamente l'elezione di Damaskinos ed eleggeva Chrysanthos come arcivescovo. Damaskinos venne confinato, sorvegliato dalla Gendarmeria, nel Monastero di Faneromeni a Salamina, dove rimase per tutta la durata del governo di Metaxas e della Guerra greco-italiana. Il 27 aprile 1941, le truppe naziste invasero Atene e istituirono un governo provvisorio sotto il comando del generale Georgios Tsolakoglou; l'arcivescovo Chrysanthos rifiutò di prestare giuramento al governo e, in occasione della sua elezione, il 2 luglio 1941 venne convocato un Sinodo maggiore di 23 arcipreti, sulla base del decreto legale del 17 giugno 1941, che annullava gli atti del Sinodo di Aristide e nominava Arcivescovo Damasceno. Il 5 luglio venne emessa una decisione governativa che riconosceva la sua elezione. Nell'intero processo di restituzione del trono di Atene a Damaskinos, un ruolo importante sembra essere stato svolto dal suo amico, professore e accademico Nikolaos Louvaris (Ministro dell'Istruzione sotto i governi Metaxas e Rallis), che avrebbe redatto un rapporto per le autorità di occupazione tedesche a questo scopo. L'operato dell'arcivescovo Damaskinos durante il periodo dell'occupazione fu caratterizzato da iniziative coraggiose e da un'ansiosa preoccupazione pastorale per il popolo greco che svernava. In vista della minacciata carestia, cercò di utilizzare due contratti non eseguiti a causa della guerra che il governo Metaxas aveva concluso con altri stati, vale a dire l'acquisto di 370.000 tonnellate di grano dall'Australia e il credito della Turchia di 600.000 lire turche per l'acquisto di generi alimentari. I suoi sforzi si scontrarono però con il rifiuto della Gran Bretagna di consentire il rifornimento della Grecia occupata a causa dei conflitti militari, mentre l'accordo con la Turchia fornì una quantità di cibo che coprì a malapena il fabbisogno alimentare.

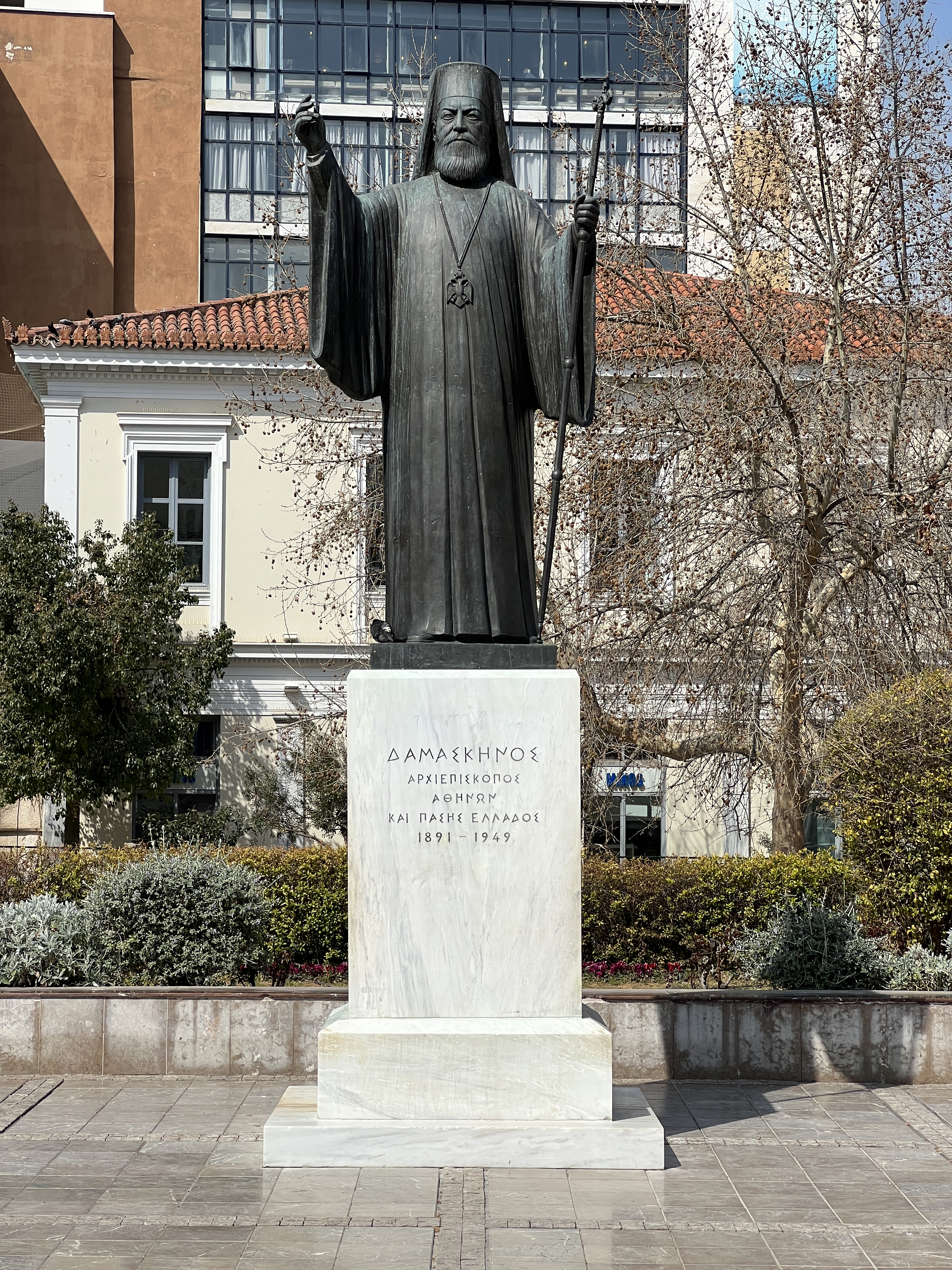
Statua di Damaskinos ad Atene.

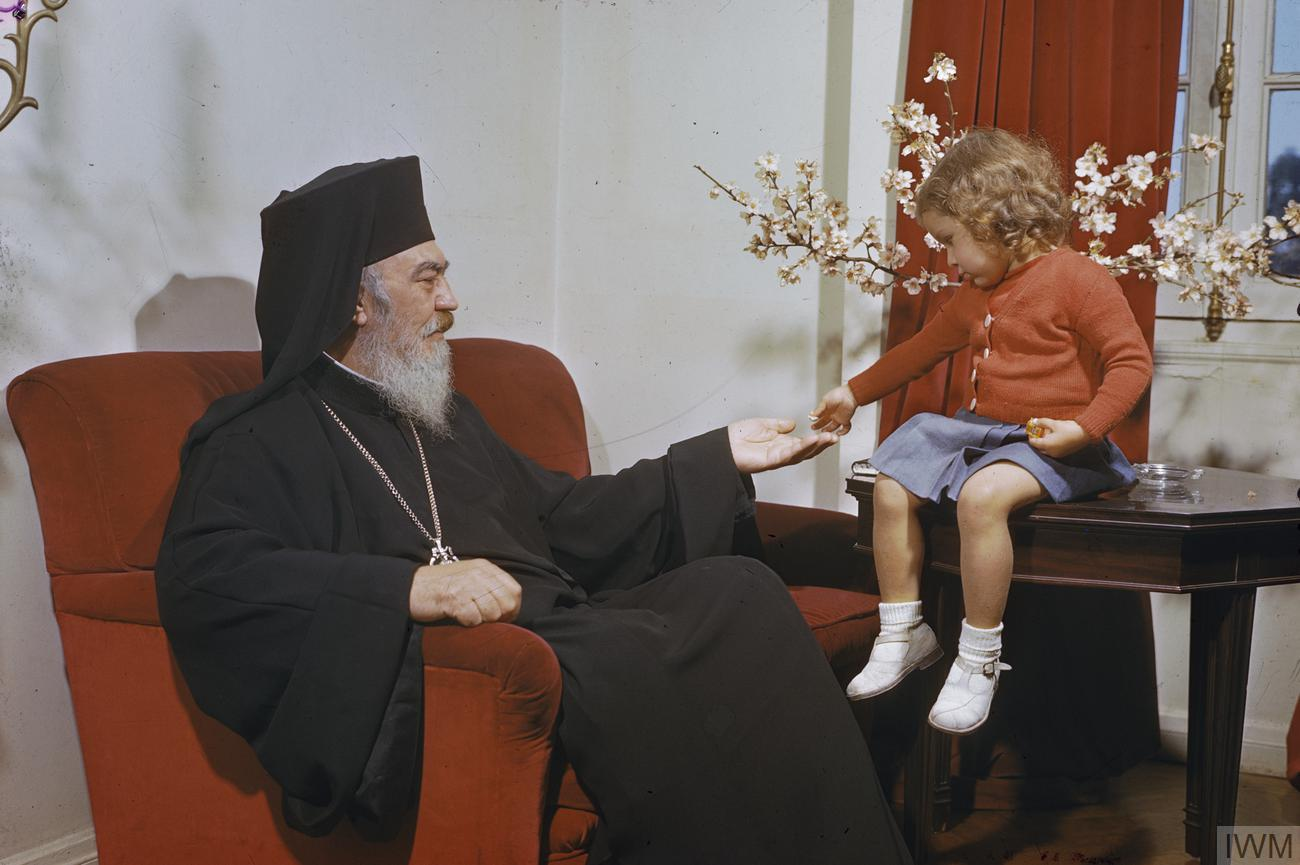
L'Arcivescovo reggente Damaskinos.

L'arcivescovo creò poi l'Organizzazione nazionale della solidarietà cristiana (EOCHA), con sedi in molte regioni della Grecia e incaricate della promozione alimentare. Contemporaneamente redasse il nuovo Statuto della Chiesa di Grecia, pubblicato il 25 settembre 1943 come Legge 671/1943 e ratificato dopo l'occupazione con il Ministero del n. 184/26-3-1946 atto del Consiglio dei Ministri. Questo K.H. Rimase in vigore con modifiche minime fino al 1977. Il suo impegno per il salvataggio dei cittadini ebrei greci e degli zingari, che dal 1943 iniziarono ad essere deportati in massa nei campi di sterminio, costituisce uno dei suoi momenti più significativi; per questa azione venne in seguito onorato dalla comunità israeliana. Per suo ordine vennero rilasciati certificati di battesimo agli ebrei, affinché potessero apparire come cristiani ed evitare l'arresto e la deportazione. Protestò ripetutamente presso gli alti comandanti tedeschi per la pratica persistente di assassinio degli ebrei. Un esempio tipico è quello in cui, il 23 marzo 1943, inviò una protesta scritta in difesa della comunità ebraica e venne minacciato di spari dal generale Stroop. L'arcivescovo Damaskinos rispose alla minaccia di Stroop: "I vescovi di Grecia, generale Stroop, non vengono fucilati, vengono impiccati. Vi prego di rispettare questa tradizione". Fu l'ideatore dello sciopero di massa del 7 settembre 1942, il cui risultato fu che nessuna coscrizione greca fu inviata sul fronte russo durante l'operazione militare Barbarossa. Intervenne anche chiedendo alle autorità di occupazione di fermare l'aggressione degli alleati bulgari dell'Asse contro le popolazioni greche di Macedonia e Tracia. Tutta la sua attività suscitò l'ira degli occupanti, che nel maggio del 1944 lo misero agli arresti domiciliari; si pensò anche di trasferirlo in un campo in Germania.

### Reggente di Grecia

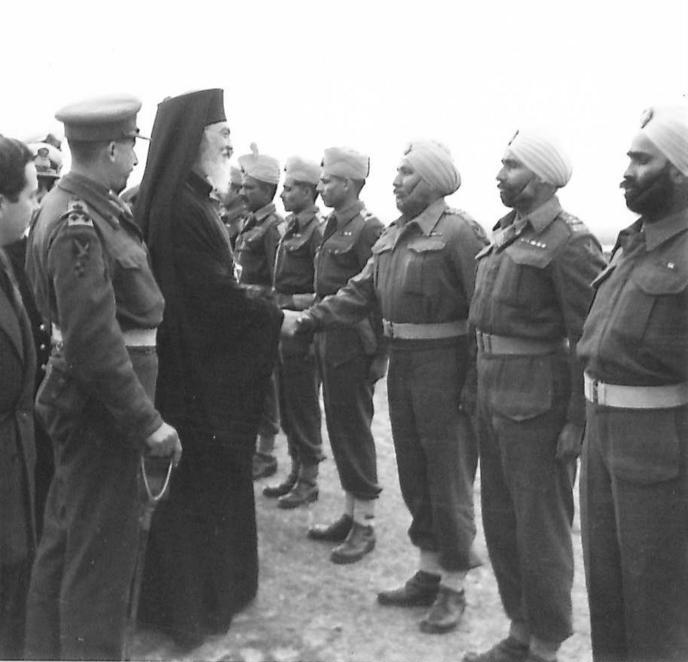
L'Arcivescovo Damaskinos ispeziona le un reparto indiano della 4a divisione, a Salonicco nel marzo del 1945.

La liberazione trovò il paese in uno stato miserabile e minacciato da un conflitto civile. Durante la ritirata delle truppe tedesche, il generale Hellmuth Felmy chiese all'Arcivescovo di mediare con il quartier generale britannico ed i vertici dei ribelli, affinché mostrino tolleranza nei confronti dei tedeschi in ritirata. Per quanto riguarda la situazione politica, si erano già svolti dei colloqui tra i politici dei partiti borghesi, i quali avevano concluso che re Giorgio II non sarebbe dovuto tornare senza prima aver indetto un referendum. La soluzione della reggenza di Damaskinos sembra essere la più appropriata, data l'accettazione popolare della sua posizione durante l'occupazione, ma incontrò il rifiuto iniziale del sovrano greco, che respinse la proposta pertinente di Emmanouil Tsouderos. Gli eventi del dicembre 1944 costrinsero Giorgio a cedere la reggenza e Damaskinos assunse il ruolo di reggente il 31 dicembre 1944. La scena politica era turbolenta e Damaskinos cercò di bilanciarsi con le forze opposte che lottavano per il predominio e che ostacolavano il suo lavoro. La dirigenza inglese, con Churchill come Primo Ministro, aveva fiducia in lui ed era il suo interlocutore privilegiato. Lo stesso capo del governo britannico, in visita ad Atene nel Natale del 1944, ebbe con lui una cooperazione e degli incontri di lunga durata. La firma dell'accordo di Varkiza, il 12 febbraio 1945, rinnovò le speranze di tutti in una giusta soluzione delle questioni politiche, ma i suoi termini iniziarono subito a essere aggirati.

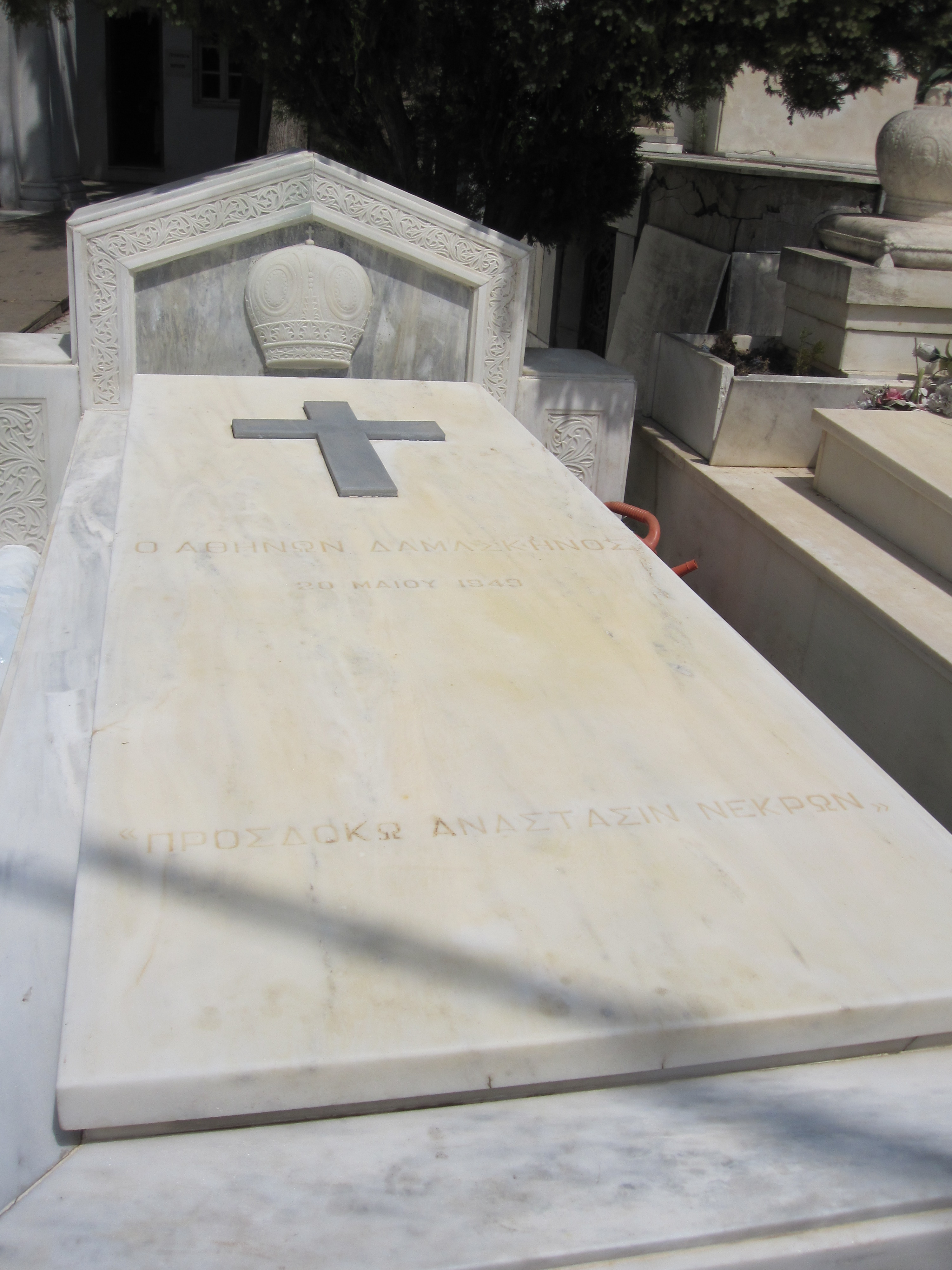
Tomba dell'Arcivescovo Damaskinos.

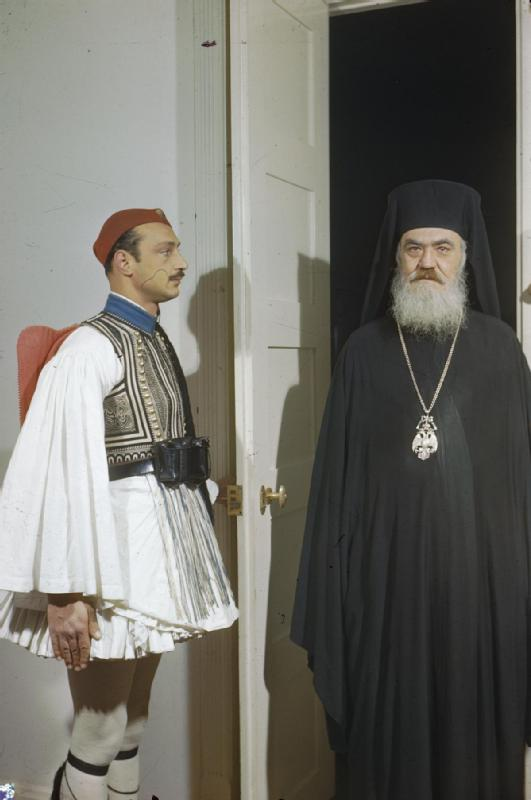
L'Arcivescovo assieme ad un Euzone.

Il 15 maggio 1945, Damaskinos arrivò a Rodi sull'incrociatore "Averof" come primo leader greco a visitare il libero Dodecaneso, prima sotto la sovranità ed amministrazione dell'Italia. La popolazione, in un fremito di entusiasmo, accolse il viceré greco, rappresentante della patria greca, considerandolo precursore e foriero della definitiva unione del Dodecaneso alla Grecia. Damaskinos, insieme al direttore del suo ufficio politico, il diplomatico e poeta George Seferis, si recò a Londra dal 6 al 22 settembre 1945 per colloqui con il nuovo governo britannico di Clement Attlee. Lì presentò una richiesta ufficiale per l'unione di Cipro alla Grecia ed il 13 settembre incontrò re Giorgio II, al quale propose il rinvio del referendum, cosa che anche i suoi interlocutori britannici auspicavano. I rapporti, già freddi e sospetti, tra il sovrano ed il reggente si stavano deteriorando. Al suo ritorno in Grecia, dopo aver deposto una corona di fiori all'Arco di Trionfo a Parigi, assunse anche l'incarico di Primo Ministro greco dal 17 ottobre al 1° novembre 1945. Damaskinos presentò le sue prime dimissioni il 22 novembre 1945; il mondo politico cercava di convincerlo ed alla fine rimase nella reggenza. Il 31 marzo 1946 si tennero le elezioni parlamentari senza la partecipazione del K.K.E. (Partito Comunista di Grecia) il che aggravava ulteriormente la situazione. Le seconde dimissioni avvennero il 4 aprile 1946 e furono inviate a Giorgio II di Grecia a Londra dal nuovo governo, con la richiesta di non accettarle. Il referendum sul costituzionalismo ebbe luogo il 1° settembre 1946 e portò alla restaurazione della monarchia in Grecia. Il 28 settembre 1946, Damaskinos si dimise definitivamente dalla carica di reggente per la terza volta e si ritirò ai suoi doveri ecclesiastici. È interessante notare che pochi mesi dopo, il 1° aprile 1947, morì re Giorgio II ed il Palazzo, in risposta alla presenza di Damaskinos al funerale, invitò l'ex arcivescovo Chrysanthos a celebrare la cerimonia. Come arcivescovo, Damasceno rafforzò il ministero apostolico e fondò scuole per predicatori, confessori, catechisti e assistenti sociali. Con la legge A. L. 540/1946 riorganizzò l'istruzione ecclesiastica con l'istituzione di scuole ecclesiastiche e centri di istruzione e formazione del clero, mentre con la legge A. L. 536/1945 garantì lo stipendio al clero parrocchiale. Morì ad Atene il 20 maggio 1949 all'età di 59 anni .